# Borowina Sitaniecka
Borowina Sitaniecka – wieś w Polsce położona w województwie lubelskim, w powiecie zamojskim, w gminie Zamość.
W latach 1975–1998 wieś administracyjnie należała do województwa zamojskiego.
Wieś jest sołectwem w gminie Zamość. Według Narodowego Spisu Powszechnego z roku 2011 wieś liczyła 275 mieszkańców.
Wierni Kościoła rzymskokatolickiego należą do parafii Matki Bożej Częstochowskiej w Czołkach.

## Części wsi
| SIMC    | Nazwa     | Rodzaj    |
| ------- | --------- | --------- |
| 0906002 | Tuczarnia | część wsi |

## Historia
W wieku XIX wieś wymieniona w składzie gminy Wysokie obok Białobrzeg, Bortatycz, Sitańca, Wolicy Sitanieckiej w parafii Nielisz (patrz także opis wsi i gminy Wyskoie (4) SgKP tom XIV, s.131).
Folwark tej nazwy został założony przez administrację Ordynacji Zamojskiej na gruntach sitanieckich w końcu XVIII wieku. Pierwsza wzmianka o nim pochodzi dopiero z 1807 r. w formie: „Borowina pod Sitańcem. Do czasu I wojny światowej nie rozwinęła się tu wieś. Przez ten czas Borowina spełniała bowiem wyłącznie funkcję folwarku ordynackiego. Zmieniała się jedynie forma jego nazwy. Na mapie z 1827 r. pojawia się jako Folwark na Borowinie, na mapie z 1839 r. jako Folwark Borowiny Sitanieckie. Spotykana jest również nazwa Borowizna Sitaniecka. Dopiero w 1900 r. wymienia się  obecną nazwę Borowina Sitaniecka.